# Liga Nuevejuliense de Fútbol
La Liga Nuevejuliense de Fútbol es una liga regional de fútbol, en la Provincia de Buenos Aires en la República Argentina, que tiene su sede en la calle Alsina n.º 1428 de la Ciudad de Nueve de Julio, cabecera del partido del mismo nombre. Su fundación fue el 24 de enero de 1941 y su jurisdicción comprende al partido de Nueve de Julio.
Sus clubes fundadores fueron: Agustín Álvarez, Dennehy, Dudignac, Juventud Unida, La Niña, Libertad, Once Tigres y Patricios. Además, la liga está dividida en dos categorías a nivel masculino: Primera división y Segunda división. Y una única categoría a nivel femenino.

## Clubes participantes de la Liga
| Equipos de la Primera División    | Localidad         |
| --------------------------------- | ----------------- |
| Club Atlético 9 de Julio          | 9 de Julio        |
| Club Atlético El Fortín           | 9 de Julio        |
| Club Atlético French              | French            |
| Club Atlético Naón                | Carlos María Naón |
| Club Atlético Once Tigres         | 9 de Julio        |
| Club Atlético Patricios           | Patricios         |
| Club Atlético Quiroga             | Quiroga           |
| Club Atlético San Martín          | 9 de Julio        |
| Club Atlético La Niña             | La Niña           |
| Club y Biblioteca Agustín Álvarez | 9 de Julio        |
| Club Deportivo San Agustín        | 9 de Julio        |
| Football Club Libertad            | 9 de Julio        |

| Equipos de la Segunda División              | Localidad     |
| ------------------------------------------- | ------------- |
| Club Social y Deportivo 12 de Octubre       | 12 de Octubre |
| Club Atlético Defensores de La Boca         | 9 de Julio    |
| Club Atlético Defensores de Sarmiento       | 9 de Julio    |
| Club Atlético Compañía General Buenos Aires | Patricios     |
| Club Atlético y Social Dudignac             | Dudignac      |
| Club y Biblioteca 18 de Octubre             | El Provincial |
| Unión Dennehy FC                            | Dennehy       |

## Primeros pasos

### Acta N.º 1
La Liga Nuevejuliense de Fútbol fue fundada el 14 de enero de 1941 con la asistencia de los Sres. José Lagomarsino y Carlos Duberty en representación del F.C. Libertad; Telésforo Martínez por el Club Juventud Unida; Luis A. Parisi, Antonio Aita y Pascual Aiello en representación del Club y Biblioteca Agustín Álvarez; Claudio López, Alfredo Crischi y Juan R. Alonso por el Club Atlético Patricios; Héctor Alberto Sampietro y Ruperto Rodríguez por el Club Atlético y Social Dudignac; Abrahán Crelvon y Américo Perriello por el Club Atlético La Niña.
Se declara abierta la sesión siendo las 22.30 horas: El Sr. Aiello expone el móvil de la reunión, diciendo que el propósito del Club Agustín Álvarez es agrupar en torno a un organismo que se denominaría LIGA NUEVEJULIENSE DE FÚTBOL, a todos los clubes del distrito de 9 de Julio. Esa entidad central sería la encargada de organizar los torneos futbolísticos anuales y de distintas divisiones, al igual que lo hacen otros organismos similares dentro del país, pero cuya finalidad esencial e inconmovible será hacer deporte por el deporte mismo; para hermanar en un solo haz de normalidad y buenas relaciones, a todas las entidades deportivas que lo compongan. Dice luego de otras entidades deportivas que su fracaso se debió a que se desvirtuó la finalidad que las creara, para terminar afirmando, que la Liga Nuevejuliense de Fútbol se tiene que trazar un derrotero recto y honorable sí quiere triunfar, amén de que sus campeonatos deberán organizarse con la base de una estricta economía.
Luego de un entusiasta cambio de opiniones entre todos los delegados, la Asamblea resuelve hacer suya dicha iniciativa, por cuyo motivo nomina a los delegados de los clubes Agustín Álvarez, Libertad y Juventud Unida para que de inmediato se den a la tarea de redactar el Estatuto y Reglamento de la nueva liga y llamen a una nueva Asamblea. Firman Pascual Aiello y José Lagomarsino.

### Acta N.º 2
En la Ciudad de 9 de Julio, Provincia de Buenos Aires, sede social del Club y Biblioteca Agustín Álvarez, con la asistencia de los Sres. Martín Medriano y Manuel González en representación del Dennehy F.C.; José Lagomarsino y José M. García por el F.C. Libertad; Juan R. Alonso, Manuel García y Claudio López por el Club Atlético Patricios; Ruperto Schallimbaun y Héctor Bobio por el Club Atlético Once Tigres; Abrahán Crelvon y Américo Perriello por el Club Atlético La Niña; Luis A. Parisi, Antonio Aita y Pascual Aiello por el Club y Biblioteca Agustín Álvarez; y siendo las 22.30 horas del día uno de abril de 1941 se declara abierta la sesión.
Elección Mesa Directiva: Desígnese a los Sres. José Lagomarsino, Pascual Aiello y Telésforo Martínez para que integren los cargos de Presidente, Secretario y Tesorero respectivamente de la Mesa Directiva de la Liga.

## Presidentes
| Liga Nuevejuliense de Fútbol | Liga Nuevejuliense de Fútbol                                               |
| ---------------------------- | -------------------------------------------------------------------------- |
| Año                          | Presidente                                                                 |
| 1941-1944                    | José Lagomarsino                                                           |
| 1945                         | José Doga                                                                  |
| 1946                         | Roberto Bastarrica (el 06-09-1946 presenta su renuncia)                    |
| 1946                         | José Lagomarsino (por el año 1946 ante la renuncia de Roberto Bastarrica)  |
| 1947                         | Secundino Iglesias (el 18-06-1947 presenta su renuncia)                    |
| 1947                         | Eduardo De Rissio (por el año 1947 ante la renuncia de Secundino Iglesias) |
| 1948                         | José Lagomarsino (el 17-09-1948 presenta su renuncia)                      |
| 1948                         | Eduardo De Risio (por el año 1948 ante la renuncia de José Lagomarsino)    |
| 1949-1951                    | Ernesto Bancora                                                            |
| 1952                         | Amilcar Lynch (el 24-05-1952 presenta su renuncia)                         |
| 1952/1953-1954               | Jesús Abel Blanco (por el año 1952 ante la renuncia de Amilcar Lynch)      |
| 1955-1980                    | José Zabala                                                                |
| 1981-1988                    | Florentino Fernández                                                       |
| 1989-2001                    | Rogelio Fortte                                                             |
| 2002-                        | Eduardo Barucco                                                            |

## Historial de campeones

### Torneos anuales (1941-1968)
| Temporada | Campeón                  |
| --------- | ------------------------ |
| 1941      | Dennehy FC               |
| 1942      | Dennehy FC               |
| 1943      | Atlético French          |
| 1944      | San Martín               |
| 1945      | San Martín               |
| 1946      | Once Tigres              |
| 1947      | Atlético Patricios       |
| 1948      | Once Tigres              |
| 1949      | Agustín Álvarez          |
| 1950      | San Martín               |
| 1951      | Atlético Patricios       |
| 1952      | Atlético Patricios       |
| 1953      | Compañía General Bs. As. |
| 1954      | Compañía General Bs. As. |
| 1955      | Atlético 9 de Julio      |
| 1956      | Agustín Álvarez          |
| 1957      | Agustín Álvarez          |
| 1958      | San Martín               |
| 1959      | San Martín               |
| 1960      | Atlético French          |
| 1961      | Agustín Álvarez          |
| 1962      | Compañía General Bs. As. |
| 1963      | San Martín               |
| 1964      | Atlético 9 de Julio      |
| 1965      | Atlético 9 de Julio      |
| 1966      | San Martín               |
| 1967      | Once Tigres              |
| 1968      | Atlético French          |

### Torneos Apertura y Clausura y campeón Anual (1969 - 2005)
| Temporada | Campeón             | Apertura            | Clausura            |
| --------- | ------------------- | ------------------- | ------------------- |
| 1969      | Atlético 9 de Julio | Atlético 9 de Julio | Atlético 9 de Julio |
| 1970      | Atlético French     | Atlético French     | Atlético 9 de Julio |
| 1971      | Atlético French     | Atlético French     | Atlético 9 de Julio |
| 1972      | Atlético 9 de Julio | San Martín          | Atlético 9 de Julio |
| 1973      | Atlético 9 de Julio | Atlético 9 de Julio | San Martín          |
| 1974      | Dennehy FC          | Atlético 9 de Julio | Dennehy FC          |
| 1975      | Atlético French     | Atlético French     | Agustín Álvarez     |
| 1976      | Once Tigres         | Once Tigres         | Once Tigres         |
| 1977      | San Martín          | San Martín          | San Martín          |
| 1978      | FC Libertad         | FC Libertad         | Atlético La Niña    |
| 1979      | Once Tigres         | Agustín Álvarez     | Once Tigres         |
| 1980      | Agustín Álvarez     | Agustín Álvarez     | Atlético French     |
| 1981      | Atlético Dudignac   | Atlético French     | Atlético Dudignac   |
| 1982      | Atlético French     | Atlético French     | Atlético French     |
| 1983      | Once Tigres         | Once Tigres         | Atlético Dudignac   |
| 1984      | San Agustín         | Once Tigres         | San Agustín         |
| 1985      | Once Tigres         | Once Tigres         | Once Tigres         |
| 1986      | San Martín          | San Martín          | San Agustín         |
| 1987      | Atlético 9 de Julio | Atlético 9 de Julio | El Fortín           |
| 1988      | Atlético French     | Atlético French     | Atlético French     |
| 1989      | San Agustín         | San Agustín         | San Agustín         |
| 1990      | San Martín          | San Martín          | San Agustín         |
| 1991      | San Martín          | San Martín          | FC Libertad         |
| 1992      | Atlético 9 de Julio | San Agustín         | Atlético 9 de Julio |
| 1993      | Atlético 9 de Julio | Atlético 9 de Julio | Atlético French     |
| 1994      | -                   | Atlético 9 de Julio | -                   |
| 1995      | Atlético 9 de Julio | Atlético 9 de Julio | San Agustín         |
| 1996      | Agustín Álvarez     | Agustín Álvarez     | Atlético French     |
| 1997      | Agustín Álvarez     | Atlético 9 de Julio | Agustín Álvarez     |
| 1998      | Atlético 9 de Julio | Atlético 9 de Julio | Atlético 9 de Julio |
| 1999      | Once Tigres         | Atlético 9 de Julio | Once Tigres         |
| 2000      | Atlético 9 de Julio | Atlético 9 de Julio | Atlético 9 de Julio |
| 2001      | Once Tigres         | Once Tigres         | Once Tigres         |
| 2002      | Atlético 9 de Julio | Atlético 9 de Julio | Atlético French     |
| 2003      | Atlético French     | Atlético Quiroga    | Atlético French     |
| 2004      | Once Tigres         | Atlético Dudignac   | Once Tigres         |
| 2005      | Atlético French     | Atlético French     | Once Tigres         |

### Campeonato nuevejuliense y Torneo de la Unión Deportiva (2006-actualidad)
| Temporada | Campeón             | Campeón Unión Deportiva        |
| --------- | ------------------- | ------------------------------ |
| 2006      | Once Tigres         | Once Tigres                    |
| 2007      | Atlético 9 de Julio | FC Libertad                    |
| 2008      | Once Tigres         | Agustín Álvarez                |
| 2009      | Once Tigres         | Boca de Carlos Casares         |
| 2010      | Once Tigres         | Viamonte FC                    |
| 2011      | Once Tigres         | Atlético French                |
| 2012      | San Martín          | Viamonte FC                    |
| 2013      | La Niña             | San Martín                     |
| 2014      | Atlético French     | Viamonte FC                    |
| 2015      | Atlético 9 de Julio | Agropecuario de Carlos Casares |
| 2016      | Atlético 9 de Julio | Boca de Carlos Casares         |
| 2017      | Atlético 9 de Julio | -                              |
| 2018      | San Martín          | -                              |
| 2019      | Agustín Álvarez     | Compañía General Bs. As.       |
| 2021-22   | Atlético 9 de Julio | -                              |
| 2022-23   | Atlético 9 de Julio | -                              |
| 2023-24   | Once Tigres         | -                              |
| 2024-25   | Atlético Naón       | -                              |

## Títulos de Liga Nuevejuliense por club
| Títulos | Equipo                   | Temporadas |
| ------- | ------------------------ | --- |
| 19      | Atlético 9 de Julio      | 1955, 1964, 1965, 1969, 1972, 1973, 1987, 1992, 1993, 1995, 1998, 2000, 2002, 2007, 2015, 2016, 2017, 2021-22, 2022-23 |
| 16      | Once Tigres              | 1946, 1948, 1967, 1976, 1979, 1983, 1985, 1999, 2001, 2004, 2006, 2008, 2009, 2010, 2011, 2023-24                      |
| 13      | San Martín               | 1944, 1945, 1950, 1958, 1959, 1963, 1966, 1977, 1986, 1990, 1991, 2012, 2018                                           |
| 11      | Atlético French          | 1943, 1960, 1968, 1970, 1971, 1975, 1982, 1988, 2003, 2005, 2014                                                       |
| 8       | Agustín Álvarez          | 1949, 1956, 1957, 1961, 1980, 1996, 1997, 2019                                                                         |
| 3       | Dennehy FC               | 1941, 1942, 1974 |
| 3       | Atlético Patricios       | 1947, 1951, 1952 |
| 3       | Compañía General Bs. As. | 1953, 1954, 1962 |
| 2       | San Agustín              | 1984, 1989 |
| 1       | FC Libertad              | 1978 |
| 1       | Atlético Dudignac        | 1981 |
| 1       | La Niña                  | 2013 |
| 1       | Atlético Naón            | 2024-25 |

## Títulos de Unión Deportiva por club
| Títulos | Equipo                         | Temporadas       |
| ------- | ------------------------------ | ---------------- |
| 3       | Viamonte FC                    | 2010, 2012, 2014 |
| 2       | Boca de Carlos Casares         | 2009, 2016       |
| 1       | Once Tigres                    | 2006             |
| 1       | FC Libertad                    | 2007             |
| 1       | Agustín Álvarez                | 2008             |
| 1       | Atlético French                | 2011             |
| 1       | San Martín                     | 2013             |
| 1       | Agropecuario de Carlos Casares | 2015             |
| 1       | Compañía General Bs. As.       | 2019             |